# Non ti muovere (romanzo)
Non ti muovere è un romanzo di Margaret Mazzantini, vincitore del Premio Strega 2002, del Premio Rapallo Carige per la donna scrittrice e del Premio Grinzane Cavour 2002. Dal libro, il marito Sergio Castellitto ha tratto un film omonimo.

## Trama
Una mattina Angela ha un incidente con il suo scooter. Trasportata d'urgenza in ospedale, viene identificata da una rianimatrice come la figlia di un suo amico, un chirurgo dell'ospedale, Timoteo. Venuto a conoscenza della notizia, l'uomo ripensa al suo passato e si rivolge con un lungo monologo alla figlia, a cui racconta un periodo della sua vita fino ad allora tenuto segreto: la passione per una travagliata ragazza di borgata, Italia, che lo portò alla rinascita, alla scoperta di sé, quando ormai tutto sembrava non avere più alcun senso. Un amore nato come sfogo orrendo, tramontato quando era sul punto di divenire vita. La morte della donna in seguito a una setticemia causata da un aborto clandestino lascerà un vuoto incolmabile in Timoteo, che si vedrà costretto a riprendere la propria strada e tornare alla sua arida esistenza familiare e alla sua vita di facciata. Solo in seguito, la figura della figlia risanerà parzialmente la grande ferita.

## Edizioni
- Margaret Mazzantini, Non ti muovere, collana Scrittori italiani e stranieri, Mondadori, 2001,  pp. 295, ISBN 88-04-48947-2.